# Ostrov (Constanța megye)
Ostrov község Constanța megyében, Dobrudzsában, Romániában. A hozzá tartozó települések: Almălău, Bugeac, Esechioi, Gârliţa és Galiţa.

## Fekvése
A település az ország délkeleti részén található, Konstancától százhuszonkilenc kilométerre délnyugatra, a legközelebbi várostól, Călăraşitól huszonkét kilométerre, délre. Az első román helység a Duna jobb oldalán, bolgár-román határátkelőhely és híres bortermelő vidék központja.

## Története
Régi török neve Ada vagy Ada-Kariyesi. A településtől nyugatra található a Păcuiul lui Soare sziget, ahol I. Jóannész bizánci császár katonái által, 972 és 976 között épített erőd maradványai láthatóak. A községhez két természetvédelmi terület is tartozik, az egyik a Bugeacului-tó, mely egy, a Duna által létrehozott limán, a másik az Esechioi-erdő, az azonos nevű falu közelében.

## Lakossága
A nemzetiségi megoszlás a következő:
| 2002      | 2002 | 2002   |
| --------- | ---- | ------ |
| Románok   | 5545 | 99,03% |
| Törökök   | 42   | 0,75%  |
| Romák     | 7    | 0,12%  |
| Bolgárok  | 2    | 0,03%  |
| Magyarok  | 1    | 0,01%  |
| Lipovánok | 1    | 0,01%  |
| Tatárok   | 1    | 0,01%  |
| Összesen  | 5599 | 100,0% |